# Замикаючи коло
«Замикаючи коло» — фільм 2007 року.

## Зміст
Друга світова війна, Ірландія, 1943 рік. Смертельно поранений американський пілот просить місцевого хлопця повернути обручку його дівчині в США. 50 років потому зовсім сторонній молодий чоловік раптово виявляє перстень і дізнається його історію. Він береться за пошуки нареченої загиблого пілота.